# کریفتل
کریفتل (به آلمانی: Kriftel) یک شهر در آلمان است که در ماین-تاونوس واقع شده‌است. کریفتل ۱۰٬۶۴۴ نفر جمعیت دارد.